# Province d'Udon Thani
Udon Thani (en thaï : อุดรธานี) est une province (changwat) de Thaïlande.
Elle est située dans le nord-est du pays. Sa capitale est la ville d'Udon Thani.

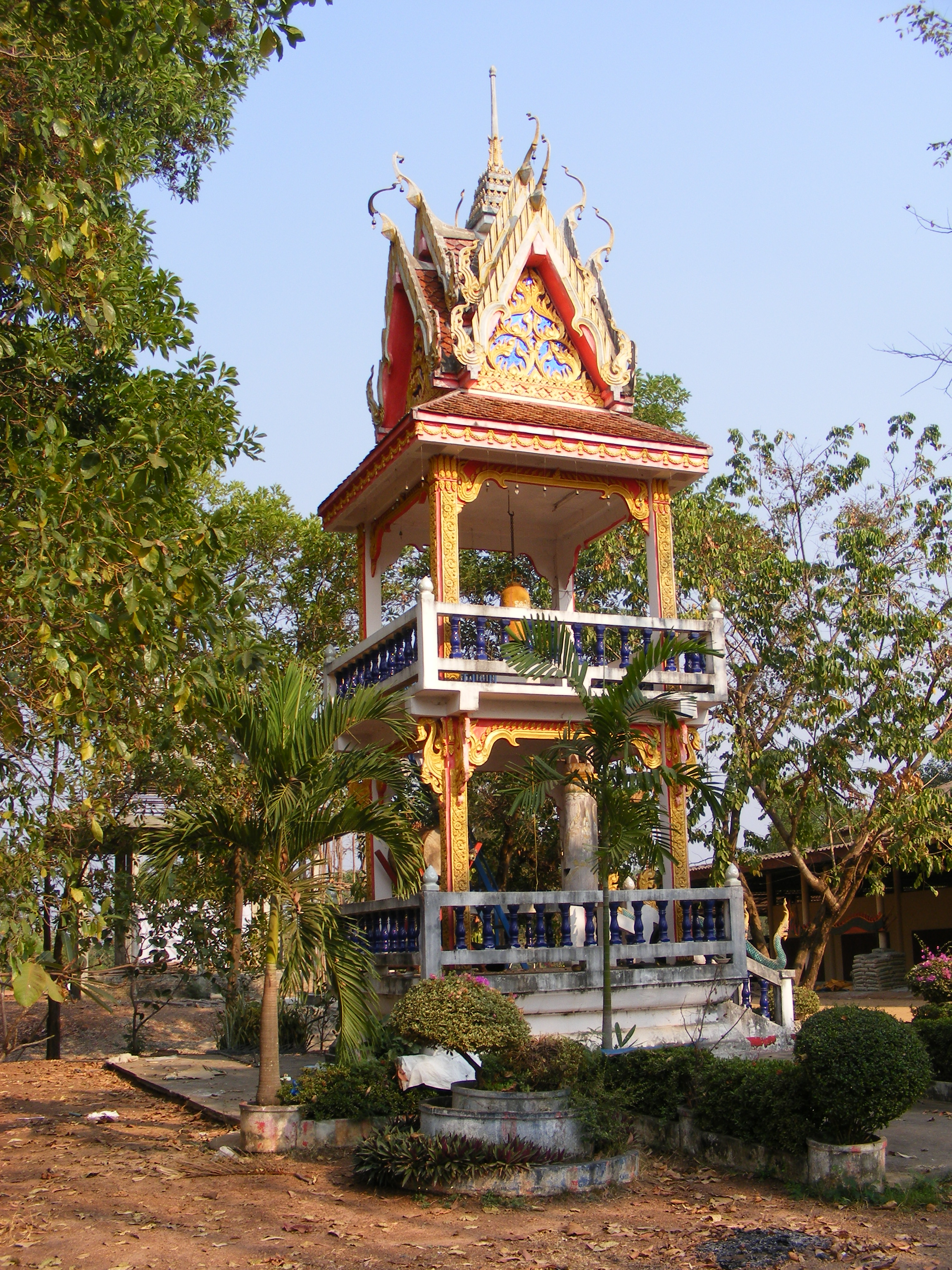
Tour du tambour de Wat Kham Chanot (Wat Kumchanot) près de Ban Dung, province d'Udon Thani, Thaïlande

## Subdivisions

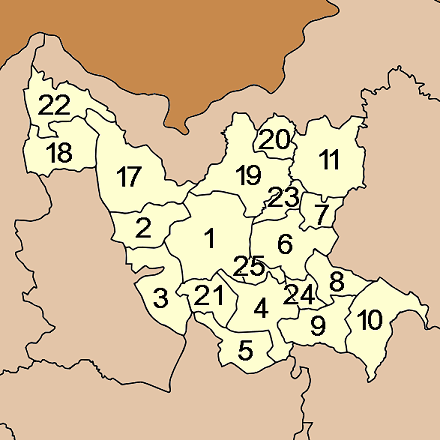
Carte des amphoe de la province d'Udon Thani.

Udon Thani est subdivisée en 20 districts (amphoe) : Ces districts sont eux-mêmes subdivisés en 155 sous-districts (tambon) et 1 682 villages (muban).